# Puig Castella
Puig Castella är en bergstopp i Spanien.   Den ligger i provinsen Província de Girona och regionen Katalonien, i den östra delen av landet, 600 km öster om huvudstaden Madrid. Toppen på Puig Castella är 460 meter över havet, eller 191 meter över den omgivande terrängen. Bredden vid basen är 3,2 km.
Terrängen runt Puig Castella är kuperad.Runt Puig Castella är det ganska glesbefolkat, med 25 invånare per kvadratkilometer. Närmaste större samhälle är Banyoles, 9,0 km öster om Puig Castella. I omgivningarna runt Puig Castella växer i huvudsak blandskog.